# (2980) Cameron
(2980) Cameron – planetoida z grupy pasa głównego asteroid okrążająca Słońce w ciągu 4 lat i 46 dni w średniej odległości 2,57 j.a. Została odkryta 2 marca 1981 roku w Siding Spring Observatory w Australii przez Schelte Busa. Nazwa planetoidy pochodzi od Alastaira Camerona (1925-2005), kanadyjskiego astrofizyka. Przed nadaniem nazwy planetoida nosiła oznaczenie tymczasowe (2980) 1981 EU17.